# Colpodium colchicum
Colpodium colchicum là một loài thực vật có hoa trong họ Hòa thảo. Loài này được (Albov) Woronow ex Grossh. mô tả khoa học đầu tiên năm 1928.